# Laccosperma korupensis
Laccosperma korupensis är en enhjärtbladig växtart som beskrevs av Sunderl. Laccosperma korupensis ingår i släktet Laccosperma och familjen Arecaceae.
Artens utbredningsområde är Kamerun. Inga underarter finns listade i Catalogue of Life.